# Mycterus canescens
Mycterus canescens är en skalbaggsart som beskrevs av Horn 1879. Mycterus canescens ingår i släktet Mycterus och familjen Mycteridae. Inga underarter finns listade i Catalogue of Life.